# Socijalistička Autonomna Pokrajina Vojvodina
Socijalistička Autonomna Pokrajina Vojvodina bila je autonomna pokrajina SFRJ u sastavu SR Srbije. Nakon raspada, Miloševićev režim je ukinuo autonomiju, ali je opet obnovljena.
Na prvoj skupštini izaslanika Vojvodine 31. srpnja 1945. dogovoreno je da se Vojvodina proglasi autonomnom pokrajinom u sastavu Srbije. Odluku je prihvatio i potvrdio AVNOJ. Prvi je ustav donesen u veljači 1974. Prema tom ustavu vojvodina je autonomna socijalistička samoupravna demokratska društveno-politička zajednica radnih ljudi i građana i ravnopravnih naroda i narodnosti, zasnovana na vlasti i samoupravljanju radničke klase i svih radnih ljudi. S obzirom na sastav stanovništva, dotični je ustav zajamčio da su službeni jezici srpskohrvatski, mađarski, slovački, rumunjski i rusinski. Tako je i danas, ali su razdvojeni hrvatski i srpski.
Vojvodina je imala iste ovlasti kao i republike, imala je skupštinu, predsjedništvo, izvršno vijeće i vrhovni sud.
Gospodarstvo je bilo relativno dobro razvijeno, a Vojvodina je svrstana u razvijeni dio Jugoslavije. Glavna gospodarska grana je prehrambena industrija, a eksploatacija nafte i zemnog plina počela je 1956.